# Angelo Solmi
Angelo Solmi (Piacenza, 1921) è uno scrittore e critico cinematografico italiano.

## Biografia
Terminata l'istruzione primaria nella nativa Piacenza, si trasferisce a Milano per compiere gli studi liceali ed universitari. Nel 1946, dopo aver conseguito la laurea, entra a far parte della redazione del settimanale Oggi, sul quale a partire dal 1948 per molti anni svolge l'incarico di critico cinematografico; su questo stesso periodico dal 1956 ricopre la mansione di caporedattore fino al 1962, anno in cui passa a dirigere la sezione Grandi opere della Rizzoli Libri. La sua attività di critica cinematografica ottiene un riconoscimento con l'attribuzione del «Premio Saint-Vincent per il giornalismo» nella 24ª edizione del 1975, ed è tuttora considerata degna di menzione e ricordo.. Collateralmente scrive saggi sul cinema, oltre a biografie e raccolte di storie vere di mare o con una forte componente epico drammatica o misteriosa, ma comprovate autentiche.

## Opere

### Saggi sul cinema
- Tre maestri del cinema -  Carl Theodor Dreyer, René Clair, Charlie Chaplin - Editrice Vita e Pensiero, 1956
- Storia di Federico Fellini, i suoi primi quarant’anni e la scalata visionaria a “La dolce vita” - Rizzoli, 1962
- Cinema specchio del tempo: una storia del cinema in rapporto al costume - Brescia, Editrice La Scuola, 1963
- Kon Ichikawa - Editrice Il Castoro, 1975

### Biografie
- Lady Hamilton - Biografia, Rusconi 1983
- Maria Luigia, duchessa di Parma - Biografia, Rusconi 1985
- Nicola II e Alessandra di Russia - Biografia, Rusconi 1989

### Storie e Racconti
- Acque tragiche - Rizzoli 1975
- Il fantasma della baia ed altri racconti misteriosi - Rizzoli 1977
- Il diavolo sulla Sierra - Rizzoli 1978
- I gladiatori del mare, dieci battaglie navali che cambiarono il mondo - Rizzoli 1980
- ll mistero dei sommergibili atomici - Rizzoli 1981
- Il Bounty - Rizzoli 1983
- I conquistatori degli oceani - dai Vichinghi a Colombo e Magellano - de Agostini 1984
- Gli esploratori del Pacifico - da Drake a Cook e La Pérouse - de Agostini 1984
- Il Passaggio a Nord Ovest e l' esplorazione dell’Artide e l'esplorazione dell'Antartide - de Agostini 1985